# Props
Props is de twintigste aflevering van de Amerikaanse televisieserie Glee, die op 29 juli 2012 in Nederland voor het eerst door RTL 5 werd uitgezonden. Het werd geschreven en geregisseerd door Ian Brennan.

## Verhaallijn
Tina valt in een woedende bui in een fontein en krijgt een hersenschudding. Hierdoor beleeft ze dat alle New Direction leden van personage zijn gewisseld. Tina ziet zichzelf nu als Rachel. Sue kondigt aan dat de New Directions ook een travestiet nodig hebben, aangezien de concurrent Vocal Adrenaline dat ook heeft en wijst Kurt aan als uitverkorenen. Puck neemt de taak op zich en verkleedt zich als een vrouw. Will wijst dit idee echter af en helpt de club focussen op belangrijkere dingen. Santana, Brittany en Mercedes zijn ongerust omdat Coach Beiste nog steeds haar gewelddadige echtgenoot niet heeft verlaten. Ze vertelt de dames dat ze zich niet met volwassen zaken moeten bemoeien. Puck heeft ruzie met de pestkop van de school wat uitdraait op een gevecht. Coach Beiste komt tussenbeide en heeft een gesprek met Puck, waarin hij emotioneel wordt. Thuis vertelt Beiste dat ze haar man verlaat.

## Muziek
- "I won't give up"
- "Because You Loved Me"
- "Always True to You in My Fashion"
- "Mean"
- "Flashdance... What a Feeling"